# باشگاه فوتبال دپورتیوو دراگون
باشگاه دپورتیوو دراگون یک باشگاه فوتبال السالوادوری است که در سان میگوئل، السالوادور مستقر است و در سال ۱۹۳۹ تأسیس شد. دراگون دو بار در سال‌های ۱۹۵۱ و ۱۹۵۳ عنوان قهرمانی لیگ را کسب کرده و سه بار نیز نایب قهرمان شده است.
از سال ۱۹۵۶ که ورزشگاه خوان فرانسیسکو بارازا ساخته شد، تیم دراگون بازی‌های خانگی خود را در این ورزشگاه ۱۰۰۰۰ نفری برگزار کرده است.
لباس خانگی سنتی آنها شامل پیراهن‌های سبز و سفید (راه‌راه) با شورت سفید و جوراب سبز است.
این باشگاه رقابت دیرینه‌ای با حریف ملی خود، آگویلا، دارد و مسابقات بین این دو تیم با عنوان «دربی میگوئلنیو» شناخته می‌شود.

## بازیکنان برجسته
- سالوادور فلامنکو
- رامون فاگواگا
- جرج ولکام